# Frank Mir
 (23 octobre 2017).
Motif : orthographe et style à revoir
Francisco Santos Mir, III, né le 24 mai 1979 à Las Vegas dans l'état du Nevada, est un pratiquant américain et cubain de MMA. Il est un ancien champion poids lourd de l'Ultimate Fighting Championship.

## Parcours en arts martiaux mixtes
Frank Mir devient champion des poids lourds de l'Ultimate Fighting Championship le 19 juin 2004 grâce à sa victoire par clé de bras sur Tim Sylvia. Son titre lui a été retiré à la suite d'un accident de moto survenu le 17 septembre 2004 qui l'a éloigné des rings pendant plus d'un an. Il revient à la compétition le 4 février 2006, et perd son combat contre Márcio Cruz lors de l'UFC 57.
En 2008 il est l'un des coachs de la 8e saison de The Ultimate Fighter.
Le 27 décembre 2008, il bat à la surprise générale Antônio Rodrigo Nogueira par TKO lors de l'UFC 92 et s'empare de la ceinture de champion intérimaire des poids lourds. Puis vient le match revanche de l'UFC 100 où Brock Lesnar prend sa revanche sur Mir de façon incontestable, Frank Mir ne parvient pas à faire différentes clés sur Lesnar qui s'attendait à une telle issue du combat. Mir gagne ensuite contre Cheick Congo en un peu plus d'une minute en proie à une redoutable guillotine. À la suite d'une défaite contre Shane Carwin, beaucoup plus puissant et incisif lors des phases debout et en lutte, Frank Mir revient avec deux victoires consécutives contre Mirko CroCop et Roy Nelson. Il témoigne d'une nette amélioration lors des phases debout que ce soit en kick-boxing et en boxe anglaise.
À l'UFC 140, contre le Brésilien Minotauro Nogueira, Frank Mir montre tout son talent : alors qu'il est en difficulté en stand up et subit un knockdown, le Brésilien tente de le soumettre en guillotine. Après être sorti de cette guillotine, Mir use de son talent au sol pour contrer et battre Nogueira par soumission en kimura.
À signaler que lors de ce combat, Nogueira oubliant de taper pour arrêter le combat par orgueil très certainement, se fait casser le bras par cette soumission.
Pour l'UFC 146, Frank Mir remplace finalement Alistair Overeem, suspendu pour dopage, et affronte Junior dos Santos pour le Titre de Champion Heavyweight de l'UFC. Pendant le combat,il n'arrive pas à amener le brésilien au sol pour utiliser son jui-jitsu et perd par TKO au deuxième round.
Il affronte ensuite deux combattants classés dans le top 5 mondial selon la plupart des organismes de presse spécialisés ainsi qu'au classement officiel de l'UFC. Le premier est Daniel Cormier, dernier champion poids lourd de l'organisation Strikeforce. Le combat aurait dû se dérouler au sein de cette défunte organisation l'année précédente, mais Mir du se retirer du combat en raison d'une blessure. Leur affrontement eu donc finalement lieu lors de l'UFC on Fox 7 le 20 avril 2013. Mir perd ce combat par décision unanime.
Le deuxième est Josh Barnett, vieux routard du MMA et ancien champion poid lourds de l'UFC, comme MIR. Il perd de nouveaux mais cette fois-ci par TKO avant la fin du premier round, le 31 août 2013 lors de l'UFC 164.
Il est ensuite annoncé que Frank Mir affrontera le Hollandais Alistair Overeem, le 16 novembre 2013, lors de l'UFC 167. L'enjeu de ce combat est important pour les deux hommes sur une série de défaites, puisque le président de l'UFC annonce que le perdant se verra renvoyé de l'organisation. Finalement, à un peu plus d'un mois de l'affrontement, le combat est déplacé au 1er février 2014 pour l'UFC 169. Mir est nettement dominé par son adversaire du soir bien qu'il résiste à plusieurs assauts et qu'il tente une guillotine dans le second roud. Il perd ce combat par décision unanime.
Le 12 novembre 2014, Frank Mir accepte un nouveau combat, cette fois-ci face à Antônio Silva. Mir revient à la compétition plus d'un an après son dernier combat et n'a plus le droit d'utiliser la thérapie de remplacement de testostérone (TRT) comme il le pouvait jusqu'à présent, ladite utilisation ayant été bannis peu de temps après son combat précédent. Vu ses 4 défaites consécutives, son ancienneté et son âge, un nouveau revers pourrait être synonyme d'un renvoi de l'UFC, voire d'une retraite forcée pour le combattant. Il n'en sera rien, Mir connecte son adversaire dès le premier round d'un crochet du gauche et envoie le Brésilien au tapis. L'Américain termine le combat de plusieurs coups au sol, notamment de deux coups de coude qui poussent l'arbitre à stopper le combat à 1 min 40 s dans la première reprise. Mir remporte de plus un bonus de performance de la soirée et de ce fait, marque son retour par une victoire significative.
Il s'ensuit un nouveau combat contre l’Américain Todd Duffee en tête d'affiche de l'UFC fight night 71 le 15 juillet 2015 à San Diego, Californie. La encore, nous assistons à une victoire expéditive pour Frank Mir. Celui-ci profitera en effet d'un crochet du droit trop long et manquant de conviction de la part de Duffee pour l’électrocuter d'un très court crochet du gauche. Todd Duffee s’écroulera à l'issue d'un violent échange de coups de poing après seulement 1 min 13 s de combat, ce qui permettra à Frank mir de remporter une nouvelle fois le bonus de performance de la soirée, et par la même occasion un combat contre Andrei Arlovski en co main event de l'UFC 191 prévu pour le 5 septembre 2015.

## Palmarès en arts martiaux mixtes
| 29 combats           | 18 victoires | 11 défaites |
| Par KO               | 5            | 8           |
| Par soumission       | 9            | 0           |
| Sur décision         | 3            | 3           |
| Par disqualification | 1            | 0           |

| Résultat | Record | Adversaire               | Méthode                                                               | Événement                            | Date              | Round | Temps      | Lieu                                    | Notes |
| -------- | ------ | ------------------------ | --------------------------------------------------------------------- | ------------------------------------ | ----------------- | ----- | ---------- | --------------------------------------- | --- |
| Défaite  | 18-13  | Javy Ayala               | Soumission(coup de poing)                                             | Bellator 212                         | 14 décembre 2018  | 2     | 4 min 30 s | Honolulu, Hawaii, États-Unis            | |
| Défaite  | 18-12  | Fedor Emelianenko        | TKO (coup de poing)                                                   | Bellator 198                         | 28 avril 2018     | 1     | 0 min 48 s | Rosemont, Illinois, États-Unis          | |
| Défaite  | 18-11  | Mark Hunt                | KO (coup de poing)                                                    | UFC Fight Night: Hunt vs. Mir        | 20 mars 2016      | 1     | 3 min 01 s | Brisbane, Queensland, Australie         | |
| Défaite  | 18-10  | Andrei Arlovski          | Décision unanime                                                      | UFC 191: Johnson vs. Dodson II       | 5 septembre 2015  | 3     | 5 min 00 s | Las Vegas, Nevada, États-Unis           | |
| Victoire | 18-9   | Todd Duffee              | KO (coup de poing)                                                    | UFC Fight Night: Mir vs. Duffee      | 15 juillet 2015   | 1     | 1 min 13 s | San Diego, Californie, États-Unis       | Performance de la soirée.                                                                                          |
| Victoire | 17-9   | Antônio Silva            | KO (coups de poing et coups de coude)                                 | UFC Fight Night: Bigfoot vs. Mir     | 22 février 2015   | 1     | 1 min 40 s | Porto Alegre, Rio Grande do Sul, Brésil | Performance de la soirée.                                                                                          |
| Défaite  | 16-9   | Alistair Overeem         | Décision unanime                                                      | UFC 169: Barao vs. Faber II          | 1er février 2014  | 3     | 5 min 00 s | Newark, New Jersey, États-Unis          | |
| Défaite  | 16-8   | Josh Barnett             | TKO (coup de genou)                                                   | UFC 164: Henderson vs. Pettis        | 31 août 2013      | 1     | 1 min 56 s | Milwaukee, Wisconsin, États-Unis        | |
| Défaite  | 16-7   | Daniel Cormier           | Décision unanime                                                      | UFC on Fox 7: Henderson vs. Melendez | 20 avril 2013     | 3     | 5 min 00 s | San José, Californie, États-Unis        | |
| Défaite  | 16-6   | Júnior dos Santos        | TKO (coups de poing)                                                  | UFC 146: Dos Santos vs. Mir          | 26 mai 2012       | 2     | 3 min 04 s | Las Vegas, Nevada, États-Unis           | Pour le titre des poids lourds de l'UFC.                                                                           |
| Victoire | 16-5   | Antônio Rodrigo Nogueira | Soumission technique (kimura)                                         | UFC 140: Jones vs. Machida           | 10 décembre 2011  | 1     | 3 min 38 s | Toronto, Ontario, Canada                | Soumission de la soirée. Soumission de l'année 2011.                                                               |
| Victoire | 15-5   | Roy Nelson               | Décision unanime                                                      | UFC 130: Rampage vs. Hamill          | 28 mai 2011       | 3     | 5 min 00 s | Las Vegas, Nevada, États-Unis           | |
| Victoire | 14-5   | Mirko Filipović          | KO (coup de genou)                                                    | UFC 119: Mir vs. Cro Cop             | 25 septembre 2010 | 3     | 4 min 02 s | Indianapolis, Indiana, États-Unis       | |
| Défaite  | 13-5   | Shane Carwin             | KO (coups de poing)                                                   | UFC 111: St. Pierre vs. Hardy        | 27 mars 2010      | 1     | 3 min 48 s | Newark, New Jersey, États-Unis          | Pour le titre intérimaire des poids lourds de l'UFC.                                                               |
| Victoire | 13-4   | Cheick Kongo             | Soumission technique (étranglement en guillotine)                     | UFC 107: Penn vs. Sanchez            | 12 décembre 2009  | 1     | 1 min 12 s | Memphis, Tennessee, États-Unis          | |
| Défaite  | 12-4   | Brock Lesnar             | TKO (coups de poing)                                                  | UFC 100: Lesnar vs. Mir II           | 11 juillet 2009   | 2     | 1 min 48 s | Las Vegas, Nevada, États-Unis           | Pour le titre des poids lourds de l'UFC.                                                                           |
| Victoire | 12-3   | Antônio Rodrigo Nogueira | TKO (coups de poing)                                                  | UFC 92: The Ultimate 2008            | 28 décembre 2008  | 2     | 1 min 54 s | Las Vegas, Nevada, États-Unis           | Remporte le titre intérimaire des poids lourds de l'UFC.                                                           |
| Victoire | 11-3   | Brock Lesnar             | Soumission (clé de genou)                                             | UFC 81: Breaking Point               | 2 février 2008    | 1     | 1 min 30 s | Las Vegas, Nevada, États-Unis           | Soumission de la soirée. Soumission de l'année 2008.                                                               |
| Victoire | 10-3   | Antoni Hardonk           | Soumission (kimura)                                                   | UFC 74: Respect                      | 25 août 2007      | 1     | 1 min 17 s | Las Vegas, Nevada, États-Unis           | |
| Défaite  | 9-3    | Brandon Vera             | TKO (coups de poing)                                                  | UFC 65: Bad Intentions               | 18 novembre 2006  | 1     | 1 min 09 s | Sacramento, Californie, États-Unis      | |
| Victoire | 9-2    | Dan Christison           | Décision unanime                                                      | UFC 61: Bitter Rivals                | 8 juillet 2006    | 3     | 5 min 00 s | Las Vegas, Nevada, États-Unis           | |
| Défaite  | 8-2    | Márcio Cruz              | TKO (coups de poing et coups de coude)                                | UFC 57: Liddell vs. Couture 3        | 4 février 2006    | 1     | 4 min 10 s | Las Vegas, Nevada, États-Unis           | |
| Victoire | 8-1    | Tim Sylvia               | Soumission technique (clé de bras)                                    | UFC 48: Payback                      | 19 juin 2004      | 1     | 0 min 50 s | Las Vegas, Nevada, États-Unis           | Remporte le titre des poids lourds de l'UFC. Ce titre lui est destitué à la suite d'une trop longue convalescence. |
| Victoire | 7-1    | Wes Sims                 | KO (coups de poing)                                                   | UFC 46: Supernatural                 | 31 janvier 2004   | 2     | 4 min 21 s | Las Vegas, Nevada, États-Unis           | |
| Victoire | 6-1    | Wes Sims                 | Disqualification (coup de pied non autorisé sur un adversaire au sol) | UFC 43: Meltdown                     | 6 juin 2003       | 1     | 2 min 55 s | Las Vegas, Nevada, États-Unis           | |
| Victoire | 5-1    | Tank Abbott              | Soumission (clé d'orteil)                                             | UFC 41: Onslaught                    | 28 février 2003   | 1     | 0 min 46 s | Las Vegas, Nevada, États-Unis           | |
| Défaite  | 4-1    | Ian Freeman              | TKO (coups de poing)                                                  | UFC 38: Brawl at the Hall            | 13 juillet 2002   | 1     | 4 min 35 s | Londres, Angleterre                     | |
| Victoire | 4-0    | Pete Williams            | Soumission (clé d'épaule)                                             | UFC 36: Worlds Collide               | 22 mars 2002      | 1     | 0 min 46 s | Las Vegas, Nevada, États-Unis           | |
| Victoire | 3-0    | Roberto Traven           | Soumission (clé de bras)                                              | UFC 34: High Voltage                 | 2 novembre 2001   | 1     | 1 min 05 s | Las Vegas, Nevada, États-Unis           | |
| Victoire | 2-0    | Dan Quinn (en)           | Soumission (étranglement en triangle)                                 | IFC Warriors Challenge 15            | 31 août 2001      | 1     | 2 min 15 s | Oroville, Californie, États-Unis        | |
| Victoire | 1-0    | Jerome Smith             | Décision unanime                                                      | HOOKnSHOOT: Showdown                 | 14 juillet 2001   | 2     | 5 min 00 s | Evansville, Indiana, États-Unis         | |